# Willy Schönefeld
Wilhelm Ferdinand Schönefeld (* 14. November 1885 in Köln; † 28. Oktober 1963 in Karl-Marx-Stadt) war ein deutscher Architekt. Schönefeld war in der ersten Hälfte des 20. Jahrhunderts in Chemnitz und Umgebung tätig und prägte als Vertreter der modernen Architektur das städtebauliche Erscheinungsbild von Chemnitz. Er war Mitglied im Bund Deutscher Architekten und im Deutschen Werkbund.

## Bauten und Entwürfe

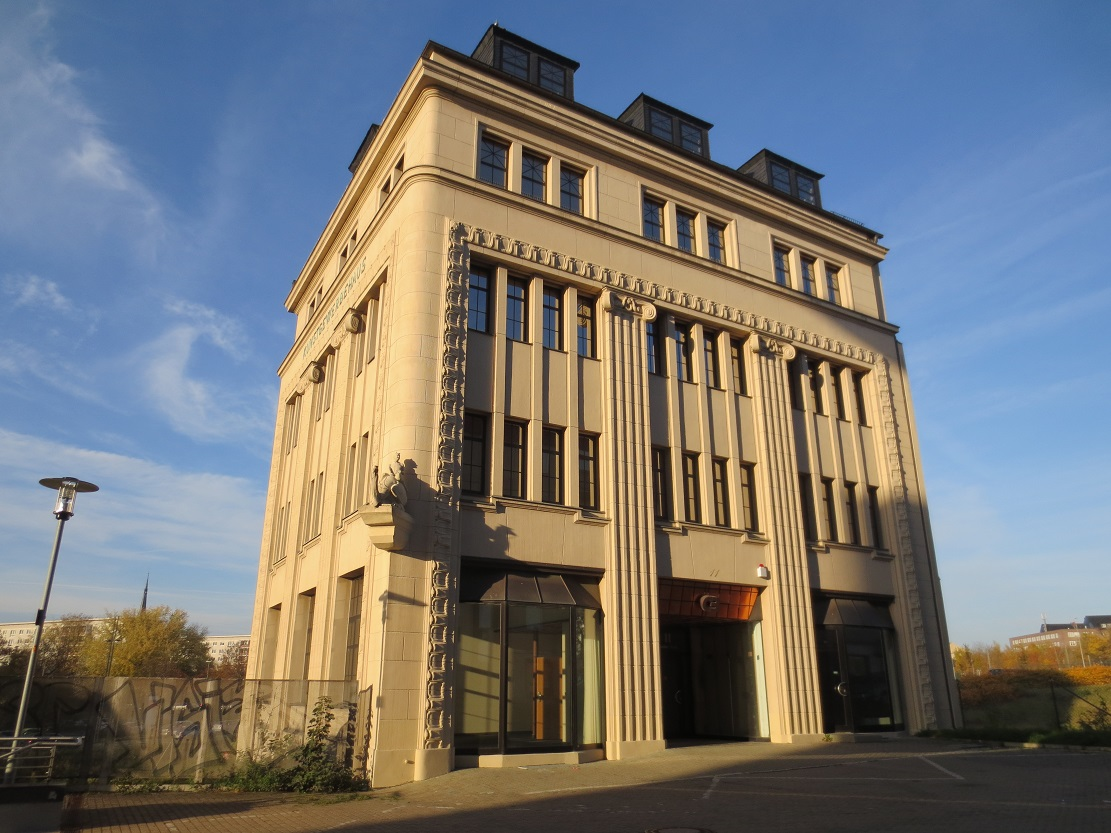
Kunstgewerbehaus, Chemnitz

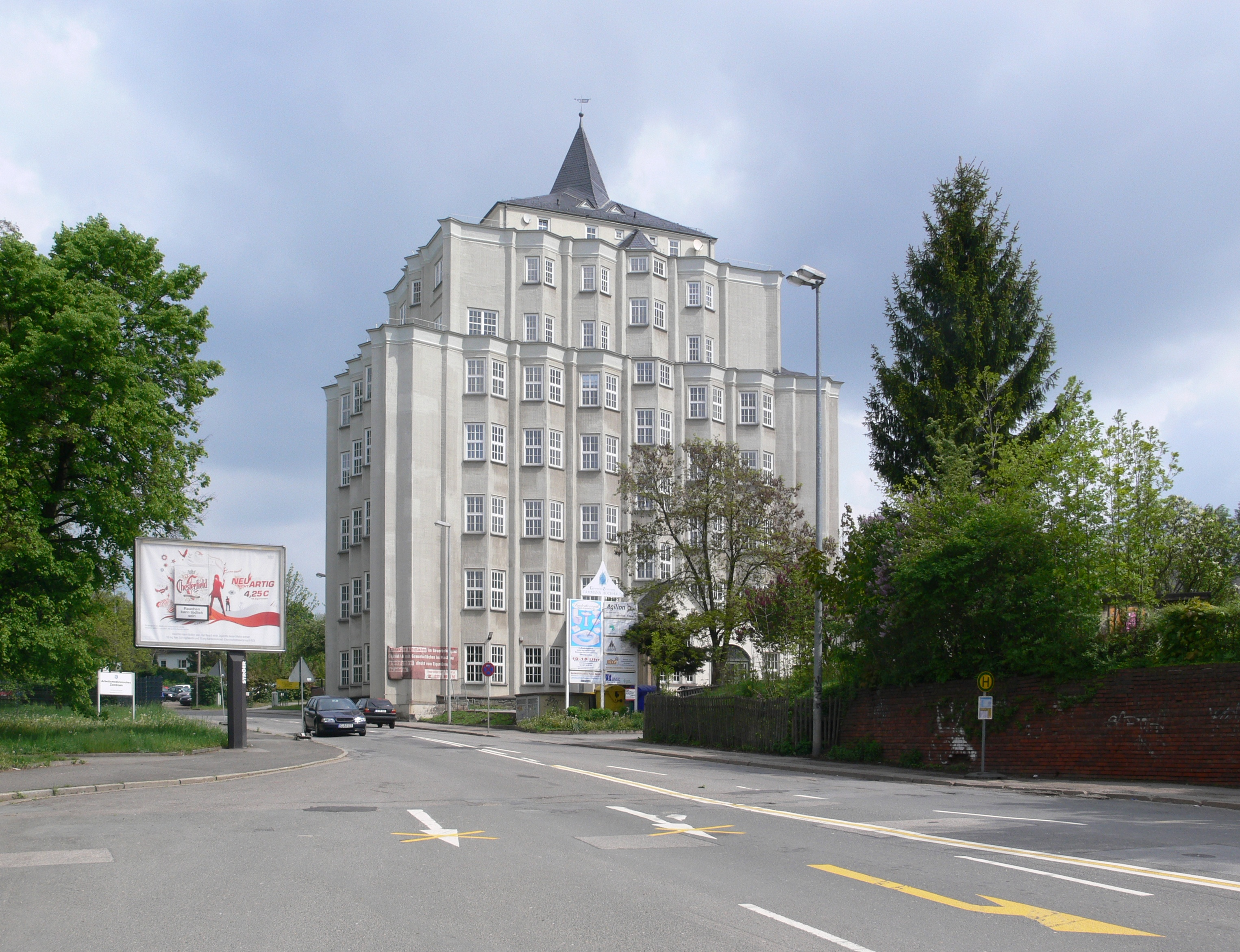
Büro- und Fabrikgebäude Cammann & Co., Chemnitz-Furth

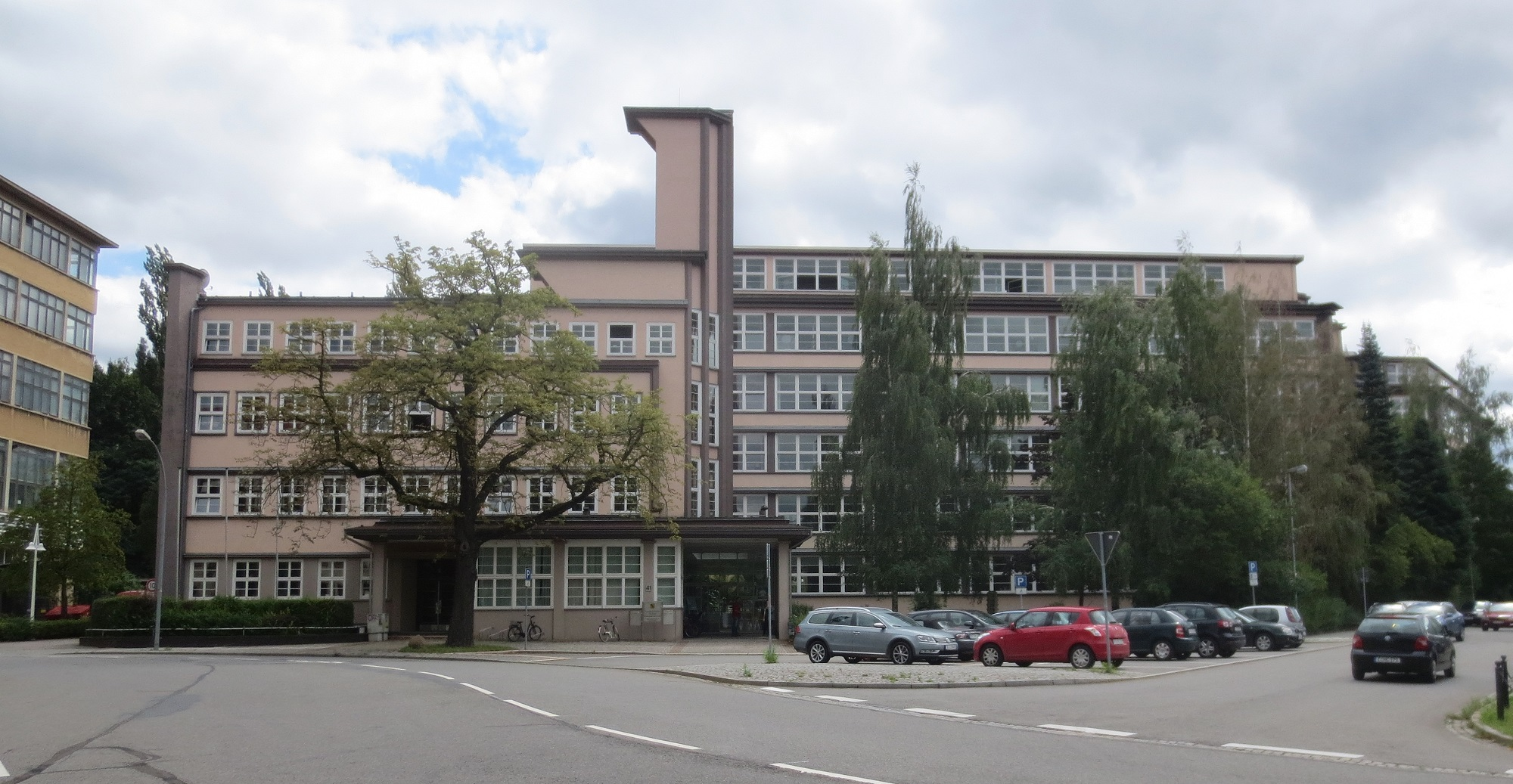
Gebäude der Astra-Werke AG, Chemnitz-Altchemnitz

- 1910: Wettbewerbsentwurf für ein Bismarck-Nationaldenkmal auf der Elisenhöhe bei Bingerbrück (nicht prämiert)[2]
- 1913: Kunstgewerbehaus in Chemnitz, Dresdner Straße 11
- 1917: Villa Rasmussen in Zschopau, Neue Marienberger Straße
- 1920: Wettbewerbsentwurf für die Ausgestaltung der Schauseiten des Marktplatzes und Holzmarkts in Chemnitz (prämiert mit dem 4. Preis in Höhe von 1.000 Mark)[3]
- 1920/1921: Wettbewerbsentwurf für eine Schule in Kändler (Ankauf, nicht ausgeführt)[4]
- 1921: Wettbewerbsentwurf für die Wohnbebauung am Lehnberg in Schwarzenberg, Neuwelter Straße (gemeinsam mit dem Schwarzenberger Baumeister Fritz Adler; prämiert mit dem 1. Preis; ausgeführt vor 1926)[5]
- 1921: Wettbewerbsentwurf für eine Wohnbebauung der Siedlungsgesellschaft Chemnitz-Altendorf an der Ammonstraße (prämiert mit dem 3. Preis)[6]
- 1921: Villa Götze in Annaberg-Buchholz, Parkstraße
- 1924–1926: Büro- und Fabrikgebäude der Möbelstoff-Weberei Cammann & Co. in Chemnitz-Furth, Blankenauer Straße 74 (erstes Hochhaus in Chemnitz)[7][8]
- 1925: Fabrikgebäude der Zschopauer Motorenwerke J. S. Rasmussen AG in Zschopau
- 1927: Grundschule Neuwelt in Schwarzenberg, Lutherstraße 21
- 1928: Gebäude der Büromaschinenfabrik Astra-Werke AG in Chemnitz-Altchemnitz, Altchemnitzer Straße 4 (heute Sitz der Landesdirektion Sachsen)[8]
- 1925–1926: Siedlungshäuser am Eisenweg in Chemnitz
- 1927–1928: Werkssiedlung der Strumpffabrik ARWA in Auerbach (Erzgebirge) (gemeinsam mit Luderer & Schröder)[9]
- 1933: Erweiterungsbau auf dem Gut Wieland in Auerbach[10]
- 1934: katholische Pfarrkirche St. Antonius in Chemnitz, Erfenschlager Straße 27
- 1953–1955: katholische Propsteikirche St. Johannes Nepomuk in Chemnitz, Hohe Straße 1[11][8]
- 1961: Umgestaltung der katholischen Pfarrkirche Zur Heiligen Familie in Leipzig-Schönefeld, Ossietzkystraße 60